# Mórágy
Mórágy is een plaats (község) en gemeente in het Hongaarse comitaat Tolna. Mórágy telt 786 inwoners (2001).